# Вишків (курорт)
Вишків — гірськолижний центр на схилах Карпат на висоті 930 м над рівнем моря, поблизу мальовничого села Вишків (Івано-Франківська область).
Основна гірськолижна траса (1000 м) досить широка і при неспішному катанні забезпечує довгий спуск. Підійде для початківців і середнього рівня катання. Недоліком є невеликий вибір спорядження на прокат, тому бажано приїжджати зі своїм.
Всього 2 траси: одна на горі Залома (довжина 1000 м, перепад висот 300 м), друга на горі Черемшина (довжина 350 м, перепад висот 150 м). Два бугельні підйомники. Є міні-готелі або в селі в приватному секторі.